# Ribaucourt (stație de metrou din Bruxelles)
Ribaucourt este o stație de metrou care deservește cartierul cu același nume și Bulevardul Léopold al II-lea din comuna Molenbeek-Saint-Jean, în Regiunea Capitalei Bruxelles din Belgia.

## Istoric
Stația de metrou Ribaucourt a fost deschisă pe 2 octombrie 1988, odată cu punerea în exploatare a liniei 2 a axei Centura Mică între Simonis și Gare du Midi. Stația este deservită de garniturile liniilor 2 și 6.

## Caracteristici
Stația este prevăzută cu două peroane, situate de o parte și de alta a celor două linii.
Deasupra peroanelor sunt plasate față în față două lucrări ale lui Fernand Flausch, sub numele de „Le Feu de Néron-La Bataille des Stylites”. Artistul a ales două teme, „le feu de Néron et les surhommes” (în română focul lui Nero și supraoamenii) și „le  combat  des  stylites” (în română bătălia stiliților), și a creat două tablouri de 60 de metri conținând mai multe episoade fiecare, alcătuite în genul benzilor desenate.

## Legături

### Linii de metrou ale STIB
- 2 Simonis - Elisabeth
- 6 Roi Baudouin / Koning Boudewijn - Elisabeth

### Linii de tramvai ale STIB în apropiere
- 51 Van Haelen - Stade / Stadion

### Linii de autobuz ale STIB în apropiere
- 82 Westland Shopping - Bockstael

### Linii de autobuz aleDe Lijnîn apropiere
- 129  Bruxelles-Nord - Dilbeek
- 213  Bruxelles-Nord - Asse - Ternat - Aalst
- 214  Bruxelles-Nord - Asse - Aalst
- 230  Bruxelles-Nord - Grimbergen - Humbeek
- 231  Bruxelles-Nord - Het Voor - Grimbergen - Beigem
- 232  Bruxelles-Nord - Het Voor - Grimbergen - Verbrande Brug
- 235  Bruxelles-Nord - Strombeek - Het Voor
- 240  Bruxelles-Nord - Wemmel Robbrechts
- 241  Bruxelles-Nord - Wemmel - Strombeek Drijpikkel
- 242  Bruxelles-Nord - Wemmel - Asse
- 243  Bruxelles-Nord - Wemmel - Zellik Drie Koningen
- 245  Bruxelles-Nord - Wemmel - Merchtem - Dendermonde
- 250  Bruxelles-Nord - Londerzeel - Liezele - Puurs
- 251  Bruxelles-Nord - Steenhuffel - Londerzeel - Puurs
- 260  Bruxelles-Nord - Nieuwenrode - Willebroek - Puurs
- 355  Bruxelles-Nord - Ternat - Liedekerke
- 460  Bruxelles-Nord - Londerzeel - Willebroek - Boom (autobuz expres)
- 461  Bruxelles-Nord - Tisselt - Boom (autobuz expres)
- 462  Bruxelles-Nord - Bormen (autobuz expres)
- 620 Aeroportul Bruxelles - Spitalul Erasmus / Erasme (linie de noapte)

## Locuri importante în proximitatea stației
- Birourile Ministerului Comunității franceze din Belgia;
- Actiris, oficiul regional de muncă al Regiunii Capitalei Bruxelles;
- Sediul forțelor de muncă din comuna Molenbeek-Saint-Jean;

## Galerie de imagini

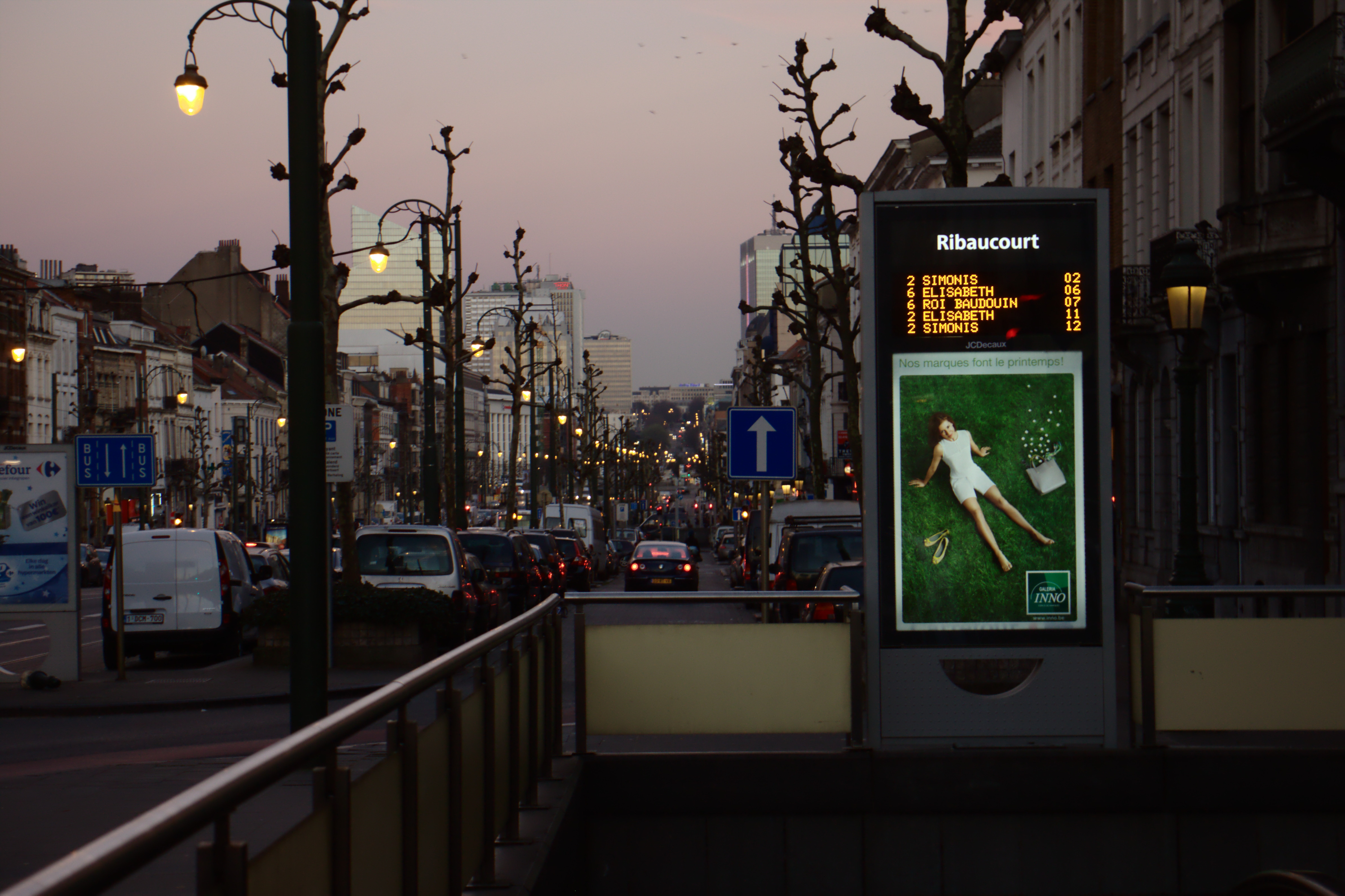
Una din gurile de metrou ale stației Ribaucourt